# Episodi di Doctor Who (serie televisiva 2005) (prima stagione)
La prima stagione della seconda serie televisiva Doctor Who (2005-2022) è stata trasmessa nel Regno Unito dal 26 marzo al 18 giugno 2005.
La stagione ha come protagonisti il Nono Dottore, interpretato da Christopher Eccleston, che verrà sostituito da David Tennant nel ruolo del Decimo nell'ultimo episodio della stagione, e Billie Piper nel ruolo della compagna di viaggio del Dottore Rose Tyler.
In Italia la stagione è andata in onda sul canale satellitare Jimmy dall'11 novembre 2005 al 3 febbraio 2006. La stagione è stata trasmessa in chiaro su Rai 4 dal 14 al 28 gennaio 2011. DNC Entertainment il 2 dicembre 2014 ha commercializzato per la prima volta il cofanetto contenente la prima serie completa in alta definizione.
| nº | Titolo originale        | Titolo italiano                       | Prima TV UK    | Prima TV Italia  |
| -- | ----------------------- | ------------------------------------- | -------------- | ---------------- |
| 1  | Rose                    | Rose                                  | 26 marzo 2005  | 11 novembre 2005 |
| 2  | The End of the World    | La fine del mondo                     | 2 aprile 2005  | 18 novembre 2005 |
| 3  | The Unquiet Dead        | I morti inquieti                      | 9 aprile 2005  | 25 novembre 2005 |
| 4  | Aliens of London        | Alieni a Londra (prima parte)         | 16 aprile 2005 | 2 dicembre 2005  |
| 5  | World War Three         | Alieni a Londra (seconda parte)       | 23 aprile 2005 | 9 dicembre 2005  |
| 6  | Dalek                   | Dalek                                 | 30 aprile 2005 | 16 dicembre 2005 |
| 7  | The Long Game           | La lunga partita                      | 7 maggio 2005  | 23 dicembre 2005 |
| 8  | Father's Day            | Il padre di Rose                      | 14 maggio 2005 | 30 dicembre 2005 |
| 9  | The Empty Child         | Il bambino vuoto (prima parte)        | 21 maggio 2005 | 6 gennaio 2006   |
| 10 | The Doctor Dances       | Il bambino vuoto (seconda parte)      | 28 maggio 2005 | 13 gennaio 2006  |
| 11 | Boom Town               | Città esplosiva                       | 4 giugno 2005  | 20 gennaio 2006  |
| 12 | Bad Wolf                | Padroni dell'universo (prima parte)   | 11 giugno 2005 | 27 gennaio 2006  |
| 13 | The Parting of the Ways | Padroni dell'universo (seconda parte) | 18 giugno 2005 | 3 febbraio 2006  |
| 14 |                         | L’invasione di Natale                 |                |                  |

## Rose
- Titolo originale: Rose
- Diretto da: Keith Boak
- Scritto da: Russell T  Davies e Robert Holmes

### Trama

Il Dottore e Rose fuggono dagli Auton durante il loro primo incontro

Rose Tyler viene aggredita da alcuni manichini di plastica nel seminterrato del negozio in cui lavora. Un misterioso individuo conosciuto come "il Dottore" la salva facendola fuggire dall'edificio, il quale esplode poco dopo. Il giorno seguente Rose e il suo fidanzato, Mickey Smith, fanno visita ad un uomo di nome Clive, che gestisce un sito cospirazionista incentrato su un soggetto che sarebbe apparso più volte nel corso della storia e il cui aspetto è molto simile a quello del Dottore. Mentre Rose sta parlando con Clive, Mickey viene rapito e rimpiazzato da un suo duplicato di plastica. La ragazza incontra nuovamente il Dottore, il quale le rivela che Mickey è in realtà un Auton; dopo una breve ricerca individuano la Coscienza Nestene che controlla gli Auton, situata nel London Eye. A questo punto gli Auton (principalmente manichini) prendono vita ovunque ed iniziano a uccidere le persone. Rose, aiutando il Dottore, riesce a fermare il genocidio e a eliminare la Coscienza Nestene. Prende così la decisione di accompagnare il Dottore viaggiando attraverso lo spazio e il tempo con il suo TARDIS.
- Altri interpreti: Noel Clarke (Mickey Smith), Camille Coduri (Jackie Tyler), Mark Benton (Clive), Elli Garnett (Caroline), Adam McCoy (figlio di Clive), Alan Ruscoe (Auton)Paul Kasey (Auton), David Sant (Auton), Elizabeth Fost (Auton), Helen Otway (Auton), Jo Osmond (Auton), Lisa Osmond (Auton), Nicholas Briggs (voce della Coscienza Nestene)

## La fine del mondo
- Titolo originale: The End of the World
- Diretto da: Euros Lyn
- Scritto da: Russell T. Davies

### Trama
Il Dottore porta Rose cinque miliardi di anni avanti nel futuro su una stazione spaziale (Piattaforma 1) orbitante intorno alla Terra; si attende la distruzione del pianeta per via dell'espansione del Sole. Tra l'élite degli ospiti alieni assemblata per assistere all'evento vi sono la Faccia di Boe e Lady Cassandra, orgogliosa di essere l'ultimo essere umano puro; essa è stata sottoposta a così tante operazioni chirurgiche da aver completamente mutato la sua immagine. Si scopre che Cassandra, per accumulare il denaro necessario alle sue operazioni, pianifica di far morire gli altri ospiti assestando così un duro colpo all'economia dei concorrenti e trarne profitto. Rilascia di nascosto dei ragni robotici per tutta la Piattaforma 1, i quali compromettono i sistemi di sicurezza. Cassandra si teletrasporta altrove mentre i ragni disattivano gli scudi causando la penetrazione delle radiazioni solari all'interno della stazione. Il Dottore riesce a riattivare il sistema e a salvare Rose; dopodiché riporta nella piattaforma Cassandra, la quale si distrugge in seguito a disidratazione.
- Altri interpreti: Zoë Wanamaker (Lady Cassandra O'Brien.Δ17), Simon Day (Maggiordomo), Yasmin Bannerman (Jabe), Jimmy Vee (Moxx di Balhoon), Camille Coduri (Jackie Tyler), Beccy Armory (Raffalo), Sara Stewart (voce del computer), Silas Carson (voce aliena), Nicholas Briggs (voce aliena)

## I morti inquieti
- Titolo originale: The Unquiet Dead
- Diretto da: Euros Lyn
- Scritto da: Mark Gatiss

### Trama
Il Dottore porta Rose nella Cardiff del 1869. Nella camera ardente del signor Gabriel Sneed e della sua serva chiaroveggente Gwyneth (interpretata da Eve Myles, che poi indosserà i panni di Gwen Cooper, uno dei personaggi principali, nella serie, spin-off, Torchwood), i cadaveri vengono animati da un misterioso vapore blu. Sneed e Gwyneth rapiscono Rose, ma il Dottore, con la collaborazione del celebre scrittore Charles Dickens, la rintraccia. Il gruppo si riunisce nella camera ardente, e il Dottore capisce che il vapore blu consiste in esseri che tentano di attraversare una frattura spaziotemporale situata nell'edificio. Essi si rivelano come Gelth, una specie aliena che utilizza i cadaveri poiché non posseggono corpi; stanno usando Gwyneth come un ponte. Poiché i Gelth reagiscono negativamente al gas, la ragazza si sacrifica innescando una forte esplosione che uccide lei e tutti gli alieni. Il Dottore, Rose e Dickens riescono a scappare prima che il palazzo venga avvolto dalle fiamme.
- Altri interpreti: Simon Callow (Charles Dickens), Eve Myles (Gwyneth), Alan David (Gabriel Sneed), Huw Rhys (Redpath), Jennifer Hill (Signora Peace), Wayne Cater (manager), Meic Povey (cocchiere), Zoe Thorne (Gelth)

## Alieni a Londra (prima parte)
- Titolo originale: Aliens of London
- Diretto da: Keith Boat
- Scritto da: Russell T. Davies

### Trama
Il Dottore riporta Rose a casa, ma per sbaglio arrivano ad un anno dalla sua scomparsa. Sua madre Jackie è furiosa con il Dottore e Mickey è stato accusato dell'assassinio della fidanzata. Rose e il Dottore sono testimoni, insieme a tutta Londra, di un'astronave che colpisce il Big Ben e finisce nel Tamigi. Il Dottore sospetta che sia un inganno e scopre che la nave era stata lanciata dalla Terra e che il suo pilota è un maiale modificato da tecnologia aliena. Il primo ministro inglese è sparito e viene sostituito da Joseph Green, assistito da Margaret Blaine e Oliver Charles, altri due importanti membri del governo. Si scopre che questi appartengono ad una famiglia aliena, gli Slitheen, e che hanno compresso i loro corpi per entrare dentro "abiti umani".
- Altri interpreti: Camille Coduri (Jackie Tyler), Noel Clarke (Mickey Smith), Penelope Wilton (Harriet Jones), Annette Badland (Margaret Blaine/Blon Fel-Fotch Pasameer-Day Slitheen), David Verrey (Joseph Green/Jocrassa Fel-Fotch Pasameer-Day Slitheen), Steve Speirs (Strickland/Sul Fel-Fotch Pasameer-Day Slitheen), Naoko Mori (Toshiko Sato), Corey Doabe (graffittaro), Ceris Jones (poliziotto), Jack Tarlton (Tom Hitchingson), Lachele Carl (Trinity Wells), Fiesta Mei Ling (Ru), Basil Chung (Bau), Matt Baker (sé stesso), Andrew Marr (sé stesso), Rupert Vansittart (Generale Asquith), Navin Chowdhry (Indra Ganesh), Eric Potts (Oliver Charles), Jimmy Vee (maiale spaziale), Elizabeth Fost (Slitheen), Paul Kasey (Slitheen), Alan Ruscoe (Slitheen)

## Alieni a Londra (seconda parte)

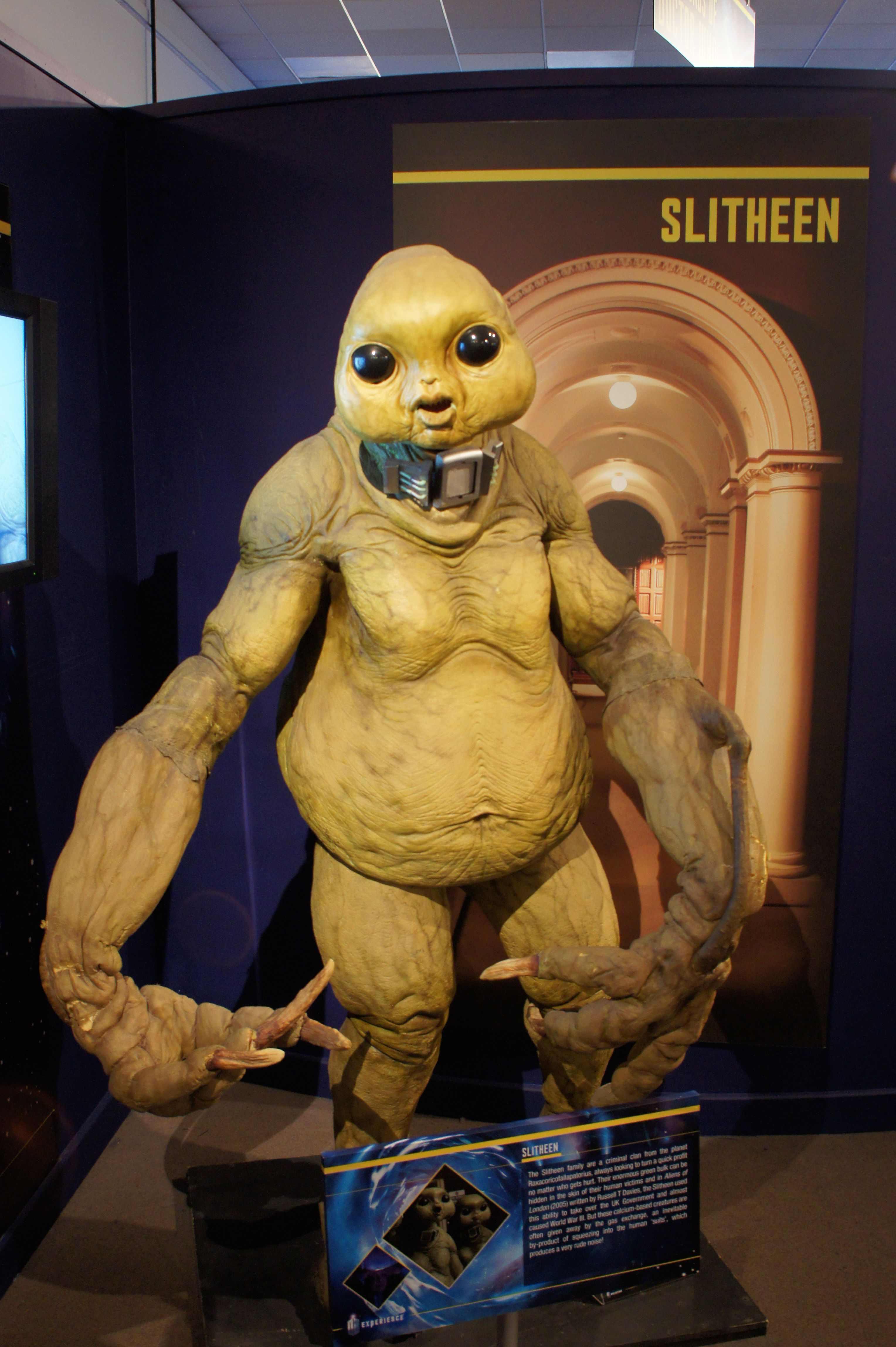
Uno Slitheen in mostra alla Doctor Who Exhibition

- Titolo originale: World War Three
- Diretto da: Keith Boat
- Scritto da: Russell T. Davies

### Trama
Il Dottore apprende che gli Slitheen non hanno intenzione di invadere la Terra, ma di razziarla per un guadagno commerciale. Gli Slitheen rivendicano una minaccia alla sicurezza nazionale e richiedono alle Nazioni Unite di rilasciare il codice di attivazione nucleare in modo da colpire la nave madre sopra la Gran Bretagna. Il Dottore capisce che vogliono in realtà colpire gli altri paesi per dar inizio alla terza guerra mondiale e vendere le rimanenti armi radioattive al mercato nero. Il Dottore aiuta così Mickey ad infiltrarsi nel sito della marina inglese per colpire Downing Street con un missile non nucleare. Gli Slitheen muoiono; il Dottore, Rose e il deputato Harriet Jones, che si trovano all'interno dell'edificio, sopravvivono rifugiandosi in una stanza blindata.
- Altri interpreti: Camille Coduri (Jackie Tyler), Noel Clarke (Mickey Smith), Penelope Wilton (Harriet Jones), Annette Badland (Margaret Blaine/Blon Fel-Fotch Pasameer-Day Slitheen), David Verrey (Joseph Green/Jocrassa Fel-Fotch Pasameer-Day Slitheen), Steve Speirs (Strickland/Sul Fel-Fotch Pasameer-Day Slitheen), Corey Doabe (graffittaro), Jack Tarlton (Tom Hitchingson), Lachele Carl (Trinity Wells), Andrew Marr (sé stesso), Rupert Vansittart (Generale Asquith), Morgan Hopkins (Sergente Price), Elizabeth Fost (Slitheen), Paul Kasey (Slitheen), Alan Ruscoe (Slitheen)
- Quando uno Slitheen a casa di Rose sfonda parte della porta e guarda all'interno, cita la celeberrima scena di Jack Nicholson in Shining.
- Un ragazzino scrive con la bomboletta spray 'Bad Wolf' sul TARDIS, un riferimento agli episodi di Doctor Who successivi.

## Dalek
- Titolo originale: Dalek
- Diretto da: Joe Ahearne
- Scritto da: Robert Shearman

### Trama
Il TARDIS porta il Dottore e Rose Tyler sulla Terra, negli Stati Uniti, nel 2012, all'interno di quello che sembra essere un museo di reperti alieni. L'edificio si trova in realtà nel sottosuolo e appartiene al ricco e potente Henry van Statten. Il Dottore e Rose scoprono che Van Statten tiene prigioniero un Dalek, che tortura al fine di carpirne la tecnologia aliena. Il Dalek è l'ultimo superstite della Guerra Temporale che ha distrutto il pianeta Gallifrey dei Signori del Tempo e l'intera razza Dalek. Una volta venuto in contatto con la mano di Rose, ne assorbe l'energia di viaggiatrice del tempo per rigenerarsi. Il Dalek minaccia così l'intera struttura e niente sembra riuscire a fermarlo. Ma il contatto con Rose ha trasmesso al Dalek anche un po' di umanità, quel tanto che basta perché alla fine decida di distruggersi. Un ragazzo inglese, Adam Mitchell, che lavora nella base, sale sul TARDIS, mentre la base sotterranea viene chiusa per sempre.
- Altri interpreti: Bruno Langley (Adam Mitchell), Corey Johnson (Henry van Statten), Anna Louise Plowman (Diana Goddard), Steven Beckingham (Polkowski), Nigel Whitmey (Simmons), John Schwab (Bywater), Jana Carpenter (De Maggio), Joe Montana (Comandante), Nicholas Briggs (voce del Dalek)

## La lunga partita
- Titolo originale: The Long Game
- Diretto da: Brian Grant
- Scritto da: Russell T. Davies

### Trama
Il Dottore, Rose e Adam arrivano nell'anno 200.000 su Satellite 5, una stazione televisiva che trasmette i suoi programmi per tutto l'impero terrestre. Stranamente, tale impero, che il Dottore ricordava come colto e prospero, è invece una società chiusa e arretrata. Presto scoprono che gli impiegati che lavorano su satellite 5 scompaiono una volta promossi al livello 500. Il Dottore e Rose, notati dal misterioso Redattore, vengono portati lì, scoprendo che il responsabile di ciò che sta succedendo all'umanità è il Jagrafess, un alieno che controlla la stazione. Nel frattempo, Adam invia alla segreteria telefonica dei suoi genitori informazioni future con l'obbiettivo di lucrarci, una volta tornato sulla Terra. Alla fine, anche grazie all'aiuto di Cathica (un'impiegata della stazione televisiva), il Dottore e Rose sconfiggono il Jagrafess ed il Redattore, che rimangono uccisi nella distruzione del piano 500. Furioso, il Dottore distrugge la segreteria telefonica di Adam e lo abbandona sulla Terra.
- Altri interpreti: Bruno Langley (Adam Mitchell), Christine Adams (Cathica), Anna Maxwell-Martin (Suki), Simon Pegg (Il Redattore), Colin Prockter (Capo), Tamsin Greig (infermiera), Judy Holt (madre di Adam)

## Il padre di Rose
- Titolo originale: Father's Day
- Diretto da: Joe Ahearne
- Scritto da: Paul Cornell

### Trama
Rose chiede al Dottore di portarla nel giorno della morte di suo padre Peter, che venne investito quando lei era ancora neonata mentre si recava a un matrimonio di amici, affinché possa stargli accanto mentre muore. Al primo tentativo Rose non resiste e scappa via mentre, al secondo, salva la vita dell'uomo spingendolo via in tempo. Le versioni precedenti di Rose e il Dottore scompaiono, al che i due hanno una discussione sull'azione della ragazza che ha creato un paradosso temporale. Rose decide di restare con Peter e accompagnarlo al matrimonio, mentre il Dottore torna al TARDIS ma scopre che è diventato una comune cabina telefonica; inoltre, cominciano ad apparire strani mostri alati chiamati Reaper che divorano le persone. il Dottore guida tutti gli invitati alla cerimonia (tra cui la giovane versione di Jackie con la neonata Rose) in chiesa, dato che la sua antica età rallenta i Reaper, e spiega a Rose che le creature stanno cercando di sistemare il paradosso temporale creatosi divorando tutti coloro che si trovano al suo interno. Il Dottore usa la chiave del TARDIS per cercare di farlo materializzare sul posto, mentre Peter capisce che Rose è sua figlia proveniente dal futuro e intuisce sia venuta lì per impedire la sua morte. Durante un litigio con Jackie, Peter mette la Rose neonata tra le braccia di quella adulta e così facendo peggiora il paradosso, permettendo ai Reaper di entrare in chiesa. Il Dottore si sacrifica facendosi divorare dai mostri, essendo l'essere più antico nell'edificio, dopodiché le creature si allontanano e il TARDIS sparisce. Peter si accorge che l'auto che avrebbe dovuto ucciderlo continua a passare fuori dalla chiesa e capisce che l'unico modo per resettare la linea temporale è quella di farsi investire. Dopo un ultimo addio a Rose, l'uomo si lascia colpire dalla macchina e i Reaper spariscono, facendo tornare in vita tutte le loro vittime incluso il Dottore. Quest'ultimo manda Rose accanto a Peter affinché gli tenga la mano mentre muore.
- Guest Star: Camille Coduri (Jackie Tyler), Shaun Dingwall (Pete Tyler), Robert Barton (Register), Julia Joyce (giovane Rose), Christopher Llewellyn (Stuart), Frank Rozelaar-Green (Sonny), Natalie Jones (Sarah), Eirlys Bellin (Bev), Rhian James (Suzie), Casey Dyer (giovane Mickey)
- Mentre Rose e suo padre si dirigono verso il matrimonio la radio dell'auto trasmette Never Gonna Give You Up di Rick Astley, pubblicato nell'estate del 1987 e famoso per essere oggetto del fenomeno di internet detto Rickrolling.

## Il bambino vuoto (prima parte)
- Titolo originale: The Empty Child
- Diretto da: James Hawes
- Scritto da: Steven Moffat

### Trama
Durante l'inseguimento di una macchina del tempo dalla forma di un cilindro metallico, il Dottore e Rose finiscono durante il Blitz di Londra durante la Seconda Guerra Mondiale, un mese dopo l'arrivo del cilindro. Il Dottore cerca di rintracciarlo, mentre Rose viene attirata da un bambino con indosso una maschera antigas che sta in piedi su un tetto a chiamare sua madre. Nel tentativo di raggiungerlo, Rose rischia di precipitare da un dirigibile a cui si era accidentalmente arrampicata ma viene salvata dal capitano Jack Harkness, un ex agente del tempo dal futuro a bordo della sua navicella camuffata. Jack scambia Rose per una potenziale cliente di un oggetto che vuole vendere e Rose decide di stare al gioco, dicendole però che prima devono parlare anche con il suo "partner". Il Dottore torna al TARDIS e scopre che il telefono al suo interno sta suonando, sebbene non dovrebbe. Una giovane donna di nome Nancy che passa nei paraggi lo avverte di non rispondere, ma lui lo fa comunque e sente la voce di un bambino che chiede di sua mamma. Segue Nancy e scopre che si occupa di sfamare alcuni bambini orfani portandoli a mangiare nelle case abbandonate per l'allarme antibomba. Il Dottore cerca di scoprire di più dalla ragazza, ma in quel momento fa ritorno il bambino con la maschera antigas e Nancy lo avverte di non farsi toccare da lui. Inoltre gli dice l'ubicazione del cilindro metallico e che pare che il bambino misterioso sia legato ad esso. Il Dottore giunge all'ospedale vicino cui è caduta l'astronave e scopre una serie di pazienti con maschere antigas fuse ai loro volti; il dottor Constantine, che si occupa di loro, gli dice che Jaime (fratello minore di Nancy, morto nei bombardamenti) è stato il primo a mostrare tali sintomi. In quel momento, anche Constantine muta e tutti i pazienti iniziano a puntare al Dottore che scappa assieme a Rose e Jack, giunti sul posto. Il Dottore costringe Jack ad ammettere che il cilindro metallico è una nave spaziale medica, subito dopo il trio viene intrappolato in una stanza dai pazienti che continuano a chiedere loro ossessivamente se ci sia la loro mamma. Nancy, tornata in una casa abbandonata in cerca di cibo, viene trovata dal bambino.
- Guest Star: John Barrowman (Jack Harkness), Kate Harvey (cantante del nightclub), Albert Valentine (Jamie), Florence Hoath (Nancy), Cheryl Fergison (signora Lloyd), Damian Samuels (signor Lloyd), Robert Hands (Algy), Joseph Tremain (Jim), Jordan Murphy (Ernie), Brandon Miller (Alf), Richard Wilson (Dr. Constantine), Noah Johnson (voce del bambino vuoto), Dian Perry (voce del computer)

## Il bambino vuoto (seconda parte)
- Titolo originale: The Doctor Dances
- Diretto da: James Hawes
- Scritto da: Steven Moffat

### Trama
Il Dottore manda via tutti i pazienti infetti ordinando di "andare in camera loro", cosa che funziona anche con il bambino mentre si confronta con Nancy. Indagando all'ospedale, il Dottore, Jack e Rose scoprono che i poteri di Jaime sono in costante crescita e che potrebbe diventare inarrestabile. In quel momento, il bambino arriva sul posto dato che per lui  è la "sua stanza" e aizza contro il trio tutti i pazienti finché Jack non teletrasporta sé stesso, il Dottore e Rose sulla propria navicella. Nancy va al cilindro metallico per indagare ma viene catturata dai soldati; anche i tre arrivano al sito e scoprono che le facce delle guardie stanno mutando in una maschera antigas, segno che il patogeno si sta diffondendo nell'aria. Esaminando i resti della navicella medica, il Dottore deduce che essa conteneva dei nanogeni medici, i quali uscirono dopo lo schianto e analizzarono il cadavere di Jaime con indosso una maschera antigas; essendo il primo umano in cui si imbatterono, ritennero fosse la forma principale di tutti gli esseri umani e iniziarono a "curarli" mutandoli con una maschera antigas al posto della faccia. I pazienti circondano il gruppo e il Dottore capisce che Jaime è colui che li guida, all'irrefrenabile ricerca della propria mamma; quest'ultima è in realtà Nancy, che essendo giovanissima quando ebbe il bambino raccontò a tutti (lui compreso) di essere sua sorella maggiore. Il Dottore convince Nancy ad accettare il bambino come suo figlio e i nanogeni riconoscono nel DNA della ragazza quello giusto per l'umanità, riportando le loro vittime alla normalità, compreso Jaime che torna in vita. Una bomba tedesca sta per colpire il posto, ma Jack la lega alla propria astronave e vola via con essa lontano dalla Terra; il Dottore inserisce l'auto-distruzione nella navicella medica in modo da non cambiare la linea temporale e salva Jack che si unisce a lui e Rose nei loro viaggi.
- Guest Star: John Barrowman (Jack Harkness), Richard Wilson (Dr. Constantine), Florence Hoath (Nancy), Luke Perry (Timothy Lloyd), Albert Valentine (Jamie), Cheryl Fergison (signora Lloyd), Damian Samuels (signor Lloyd), Robert Hands (Algy), Joseph Tremain (Jim), Jordan Murphy (Ernie), Martin Hodgson (Jenkins), Vilma Hollingbery (signora Harcourt), Noah Johnson (voce del bambino vuoto), Dian Perry (voce del computer)

## Città esplosiva
- Titolo originale: Boom Town
- Diretto da: Joe Ahearne
- Scritto da: Russell T. Davies

### Trama
Il Dottore e Rose, assieme a Jack, tornano al loro tempo a Cardiff per ricaricare il TARDIS tramite il suo Rift ed escono a cenare con Mickey. Tramite un giornale scoprono che uno Slitheen è ancora vivo nei panni di Margaret Blaine e ora è il nuovo sindaco di Cardiff. Il gruppo riesce a catturarlo e individua un suo progetto per una centrale nucleare che contiene una volontaria imperfezione per causare un incidente che distruggerebbe la Terra, mentre lo Slitheen sarebbe fuggito tramite un "estrapolatore". Il Dottore decide di riportare Blaine sul suo pianeta natale di Raxacoricofallapatorius, ma lei rivela che è stata condannata a morte e quindi sarebbe giustiziata. Il Dottore accetta di assecondare il suo ultimo desiderio di mangiare in un ristorante, dove Blaine cerca più volte di ucciderlo senza successo, per poi tentare di convincerlo a lasciarla su un altro pianeta. Nel frattempo, Rose ha una discussione con Mickey in quanto il ragazzo ha iniziato ad uscire con un'altra non potendone più di aspettare il suo ritorno; in quel momento avviene un'esplosione: Jack ha cercato di integrare l'estrapolatore al TARDIS per velocizzare la sua ricarica, ma l'oggetto è in realtà una trappola destinata a reindirizzare l'energia del TARDIS al Rift, rompendolo. Blaine prende in ostaggio Rose per chiedere l'estrapolatore, ma in quel momento la console del TARDIS si apre mostrando il suo cuore e inonda Blaine di luce mentre Jack e il Dottore riescono a bloccare il trasferimento di energia. Quando la console si chiude, il travestimento umano di Blaine è vuoto tranne che per un uovo: il Dottore ipotizza che il TARDIS abbia letto nella sua mente e realizzato il suo desiderio di avere una seconda possibilità nella vita; l'equipaggio decide di riportare l'uovo a Raxacoricofallapatorius per affidarlo a una nuova famiglia che dia a Blaine una vita migliore, mentre Mickey se ne va senza salutare Rose prima che riparta.
- Altri interpreti: John Barrowman (Jack Harkness), Noel Clarke (Mickey Smith), Annette Badland (Margaret Blaine/Blon Fel-Foltch Pasameer-Day Slitheen), William Thomas (Mr Cleaver), Mali Harries (Cathy), Aled Pedrick (Idris Hopper), Alan Ruscoe (Slitheen)

## Padroni dell'universo (prima parte)
- Titolo originale: Bad Wolf
- Diretto da: Joe Ahearne
- Scritto da: Russell T. Davies

### Trama
Il Dottore, Rose e Jack si risvegliano separati e con una temporanea amnesia che impedisce di ricordare loro cosa sia successo. I tre si ritrovano a partecipare a una sorta di versione futuristica di game show televisivi; Rose fa parte di un quiz a premi popolare in Inghilterra, The Weakest Link ("L'anello debole") dove i concorrenti che perdono (o cercano di ritirarsi e fuggire) vengono disintegrati, il Dottore a Il Grande Fratello dove succede la stessa cosa a coloro che sono eliminati, mentre Jack partecipa a What Not to Wear ("Cosa non indossare") e sembra l'unico a trovarsi bene. Il Dottore risce a scappare dal Grande Fratello assieme a una concorrente di nome Lynda e lo stesso fa Jack quando scopre che i partecipanti di What Not to Wear vengono sottoposti a brutali interventi chirurgici. Il gruppo si trova sul Satellite 5 nell'anno 200.100; la stazione è ora sotto il controllo della Corporazione Bad Wolf (Lupo Cattivo in inglese), parola che ha continuato a seguire il Dottore e Rose nel corso dei loro viaggi attraverso il tempo e lo spazio. Lynda spiega che, durante l'ultima visita del Dottore al Satellite cento anni prima, con la conclusione delle trasmissioni l'umanità si è smarrita e persa; il gruppo rintraccia Rose proprio quando perde il round finale del gioco e viene pertanto disintegrata. Il Dottore, Lynda e Jack arrivano alla sala di controllo al 500º piano dove incontrano il Controllore, un'umana cibernetica. Quest'ultima trova il modo di parlare con il Dottore senza farsi sentire dai suoi padroni, ma non fa in tempo a dirgli chi essi siano. Jack trova il TARDIS in un'area nascosta e scopre che i perdenti dei giochi non sono davvero stati uccisi, ma teletrasportati fuori dalla stazione. Il Controllore da' al Dottore le coordinate del posto dove i concorrenti sono inviati, pur sapendo che i suoi padroni la scopriranno: infatti, subito dopo viene teletrasportata su un'astronave e uccisa. Il Dottore e Jack scoprono un segnale proveniente dalla stazione che nasconde qualcosa ai margini del sistema solare; annullandolo rivelano una flotta di astronavi Dalek. Questi ultimi aprono un canale di comunicazione con il Dottore e rivelano di aver imprigionato Rose, minacciando di ucciderla se interferisce. Il Dottore rifiuta di cedere ai patti, giurando di salvare la ragazza e fermare i Dalek.
- Altri interpreti: John Barrowman (Jack Harkness), Jo Joyner (Lynda Moss), Jamie Bradley (Strood), Abi Eniola (Crosbie), Davina McCall (voce di Davinadroid), Paterson Joseph (Rodrick), Jenna Russell (coordinatore del piano), Anne Robinson (voce di Anne Droid), Trinny Woodall (voce di Trine-e), Susannah Constantine (voce di Zu-Zana), Jo Stone-Fewings (Programmatore), Nisha Nayar (Programmatrice), Dominic Burgess (Agorax), Karren Winchester (Fitch), Kate Loustau (Colleen), Sebastian Armesto (Broff), Martha Cope (controllore), Sam Callis (guardia di sicurezza), Alan Ruscoe (Androide), Paul Kasey (Androide), Nicholas Briggs (voce dei Dalek)

## Padroni dell'universo (seconda parte)
- Titolo originale: The Parting of the Ways
- Diretto da: Joe Ahearne
- Scritto da: Russell T. Davies

### Trama
Con il destino dell'universo in gioco, mentre la flotta dei Dalek incomincia l'invasione della Terra, il Dottore deve fare di tutto per salvare l'umanità, per mettere in salvo Rose, il Dottore con l'inganno la teletrasporta con il TARDIS nel suo tempo. I Dalek guadagnano terreno, riescono a uccidere Jack Harkness, intanto Rose cerca di raggiungere il Dottore con il TARDIS, e grazie all'aiuto di sua madre e di Mickey riesce ad attivarlo raggiungendo il Dottore. Rose, nel disperato tentativo di aiutare il Signore del Tempo, assorbe il vortice del tempo che risiede nel TARDIS trasformandosi nell'entità "Lupo Cattivo" riuscendo così ad emanare un'energia spaventosa che spazza via tutti i Dalek e riporta in vita Jack. Ma, avendo assorbito il vortice, Rose si sta inconsapevolmente uccidendo. Il Dottore bacia Rose e assorbe l'energia del vortice salvandola. I due salgono sul TARDIS all'insegna di nuove avventure ma Rose ad un tratto si accorge che il Dottore sta male, il Signore del Tempo spiega che l'energia del vortice che ha assorbito è dannosa e che lo sta uccidendo, ma la rassicura dicendole che riuscirà a scampare alla morte grazie a un processo chiamato rigenerazione che gli permetterà di cambiare aspetto salvandosi. Rose sbalordita guarda il Dottore emanare una forte energia gialla che gli fa assumere nuove sembianze, ciò che porta alla nascita del Decimo Dottore.
- Altri interpreti: John Barrowman (Jack Harkness), Jo Stone-Fewings (Programmatore), Jo Joyner (Lynda Moss), Paterson Joseph (Rodrick), Nisha Nayar (Programmatrice), Noel Clarke (Mickey Smith), Camille Coduri (Jackie Tyler), Anne Robinson (voce di Anne Droid), Nicholas Briggs (voce dei Dalek), Alan Ruscoe (Androide), Jenna Russell (coordinatore del piano), David Tennant (Decimo Dottore)